# WX330K
WX330Kは、ウィルコム向けに供給された京セラ製PHS（W-OAM）端末である。

## 概要
ウィルコム向け京セラ製PHSのWX320Kの後継機種。
薄さ15.6mmのボディに新サービスデコラティブメールへの対応や赤外線通信の対応など、携帯電話端末としての基本的な機能に対応する事で完成度を増したといえる。
アンテナの内蔵や鏡面仕上げのディテールなど、これまでの端末と比べて上質な質感も特徴である。microSDカードスロットも装備され、ヘヴィユーザーの要望にも応える形となっている。

## 沿革
- 2008年1月21日 発表
- 2008年3月6日 発売
- 2008年8月20日 新色シルバーメタリック発売。これ以降の出荷分は管理者ロック機能を追加。既に端末を購入しているユーザーもバージョンアップで追加可能。

## 各種仕様
- 外部端子 microUSB TypeB（USBデータケーブル同梱） CDC準拠モードとモデム&ユーティリティ併用モードで切り替え可能
- バッテリ リチウムイオン LD330K 750mAh/3.7V
- サウンド機能 64ch MIDIファイル, feelsoundファイル再生対応
- フォント NEC FontAvenue
- Webブラウザ Opera for SmartPhone Ver 7.2EX
- 電子メールクライアント NetFront Messaging Client[1]
- 電話機の管理者が電話機の機能を制限できる管理者ロック機能対応
- w+(ダブリュー)Book対応
- Javaアプリ対応